# Koya Kitagawa
Pour les articles homonymes, voir Kitagawa (homonymie).
Koya Kitagawa (北川 航也, Kitagawa Koya) est un footballeur international japonais né le 26 juillet 1996 à Shizuoka. Il évolue au poste d'attaquant au Rapid Vienne.

## Biographie

### En club
Lors de la saison 2016, il inscrit neuf buts en deuxième division japonaise.
Le 31 juillet 2019, Koya Kitagawa s'engage en faveur du Rapid Vienne pour un contrat courant jusqu'à l'été 2023,.

### En équipe nationale
Avec les moins de 19 ans, il participe au championnat d'Asie des moins de 19 ans en 2014. Le Japon atteint les quarts de finale de cette compétition.

## Palmarès
- Vice-champion du Japon de D2 en 2016 avec le Shimizu S-Pulse